# Hemaris thetis
Hemaris thetis es una polilla de la familia Sphingidae. Se encuentra en Colorado, Nuevo México, Montana, Idaho, Wyoming y Utah, por el oeste llega hasta California y por el norte aparece hasta la Columbia Británica. El hábitat se circunscribe a inmediaciones de arroyos y prados en áreas montañosas.
Su envergadura alar es de 35 a 50 mm. Es una especie diurna. La cabeza y el tórax son parduscos-oliva u verde oliva. El abdomen es negro u verde oliva por encima y amarillo por debajo hay una banda amarilla ancha. Las alas tienen un borde marrón estrecho y las partes claras de las alas tienen un color acero, intenso azul. Cada ala tiene una gran parte transparente que cubre la mayor parte de su superficie.
Se estima que probablemente tiene una única generación por año (univoltina), que vuela de mayo a agosto. Se alimenta del néctar de varias flores, incluyendo Arctostaphylos uva-ursi y el género Lupinus.
Las orugas se alimentan de la especie Symphoricarpos.